# بريان فاندينبوسشي
بريان فاندينبوسشي (24 سبتمبر 1981 بلجيكا - ) هو لاعب كرة قدم بلجيكي، يلعب كحارس مرمى.

## روابط خارجية
- بريان فاندينبوسشي على موقع الاتحاد البلجيكي (الإنجليزية)
- بريان فاندينبوسشي على موقع قاعدة بيانات كرة القدم.إي يو (الإنجليزية)
- بريان فاندينبوسشي على موقع ناشيونال فوتبول تيمز (الإنجليزية)
- بريان فاندينبوسشي على موقع Soccerway.com (الإنجليزية)
- بريان فاندينبوسشي على موقع عالم كرة القدم.نت (الإنجليزية)
- بريان فاندينبوسشي على موقع AS.com (الإسبانية)